# 里 (川口市)
里（さと）は、埼玉県川口市の大字。郵便番号は334-0005。

## 地理

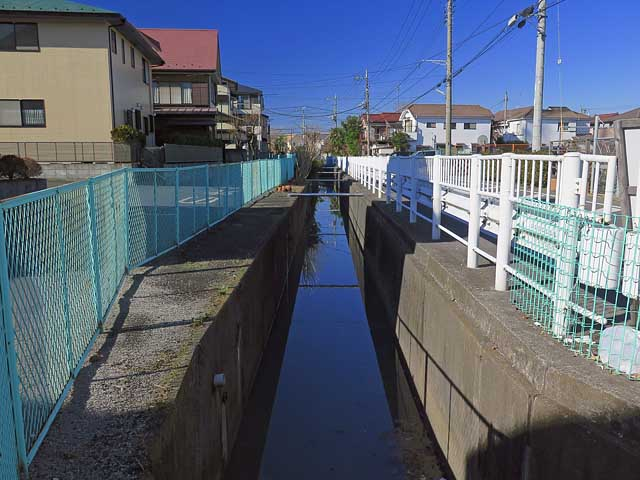
永堀川

川口市中央部の大宮台地（鳩ヶ谷支台）上や、旧入間川の沖積平野に位置する。北で新井宿、東で桜町・坂下町、南で辻、西で上青木・安行領根岸と隣接している。埼玉高速鉄道鳩ヶ谷駅の設置されている深町、上青木に面する芝川沿いの曲田、北谷、屋敷添、堤外、諏訪内の小字に分かれる。駅に程近いため利便性が高く、人口が急増している。

### 地価
住宅地の地価は、2015年（平成27年）1月1日の公示地価によれば、里字北谷1190番758の地点で12万5000円/m2となっている。

## 歴史
もとは江戸期より存在した足立郡戸田領に属する里村、古くは室町期より見出せる足立郡のうちの里村であった。地名は条里制によるものと云われている。

### 沿革
- はじめは幕府領、および法性寺領[4]。
- 1871年（明治4年）11月13日 - 第1次府県統合により埼玉県の管轄となる。
- 1889年（明治22年）4月1日 - 町村制施行に伴い、三ツ和村・辻村・里村・前田村及び浦寺村の飛地（小字諏訪内と北谷）が合併し、北平柳村が成立する。里村は大字里となる[4]。
- 1901年（明治34年）5月3日 - 北平柳村が北足立郡鳩ヶ谷町に編入され[6]、里は鳩ヶ谷町の大字となる。
- 1940年（昭和15年）4月1日 - 戦時町村合併促進法により北足立郡鳩ヶ谷町が川口市に編入され、その大字となる。
- 1950年（昭和25年）11月1日 - 鳩ヶ谷町が川口市から分離し[6]、再び北足立郡鳩ヶ谷町の大字となる。
- 1967年（昭和42年）
  - 3月1日 - 鳩ヶ谷町が市制施行により鳩ヶ谷市となり、その大字となる。
  - 6月1日 - 一部が住居表示を桜町1、2丁目、坂下町1丁目に変更。
- 2001年（平成13年）3月28日 - 埼玉高速鉄道線が開業し、鳩ヶ谷駅が開業。
- 2011年（平成23年）10月11日 - 鳩ヶ谷市が川口市に再び編入され、川口市の大字となる。

## 世帯数と人口
2018年（平成30年）3月1日現在の世帯数と人口は以下の通りである。
| 大字 | 世帯数    | 人口     |
| ---- | --------- | -------- |
| 里   | 4,622世帯 | 10,569人 |

## 小・中学校の学区
市立小・中学校に通う場合、学区（校区）は以下の通りとなる。
| 番地 | 小学校           | 中学校           |
| ---- | ---------------- | ---------------- |
| 全域 | 川口市立里小学校 | 川口市立里中学校 |

## 交通

### 鉄道
- 埼玉高速鉄道 - 鳩ヶ谷駅が置かれている。

### バス
国際興業バス鳩ヶ谷営業所運行系統図
国際興業バス
- 蕨03 新井宿駅 - 蕨駅東口
- 川18 鳩ヶ谷公団住宅 - 川口駅東口 ※2ルートとも里での運行区間は同じである。

鳩ヶ谷高校、川口高校入口（東行のみ）、武南警察署入口（東行のみ）、里・屋敷添（西行のみ）、鳩ヶ谷駅西口(西行のみ)の停留所が置かれる。
※東行には坂下町に当たる「鳩ヶ谷駅（JA前）」バス停が設けられている。
川口市コミュニティバス（ミニはーと）
国際興業が運行を委託されている。鳩ヶ谷市時代からあったコミュニティバス。
- 北ルート

鳩ヶ谷高校、鳩ヶ谷高校前、鳩ヶ谷駅東口、里公民館入口、境橋際、里曲田、里みどりヶ丘の停留所が置かれる。

### 道路
- 国道122号
- 埼玉県道34号さいたま草加線（第二産業道路）
- 埼玉県道111号蕨桜町線

## 施設
- 川口市立グリーンセンター - 南側のプールが地区の区域に掛かる。
- 川口信用金庫鳩ヶ谷支店
- 鳩ヶ谷里郵便局
- 埼玉県立川口高等学校 - 敷地の南側が地区の区域に掛かる。
- 埼玉県立鳩ヶ谷高等学校
- 川口市立里中学校
- 川口市立里小学校
- 里幼稚園
- 市立里保育所
- バンビ保育所
- 鳩ヶ谷めぐみ保育園
- 里みどりケ丘自治会集会場
- 里集会所
- 里自治会集会所
- 里公民館
- 真光寺

## 関連文献
- 「里村」『新編武蔵風土記稿』 巻ノ141足立郡ノ7、内務省地理局、1884年6月。NDLJP:763998/26。